# 南皮之战
南皮之战是汉末205年的一场战役。此战宣告了袁绍死后争位的長子袁谭被父子的共同敌人、位列三公的曹操所灭。曹操在南皮的胜利和袁氏餘部的北逃，使他对华北平原的控制再无人能撼动。

## 背景
200年，有权势的北方军阀袁绍在官渡之战中决定性地为曹操所败。他在2年后去世，将广大的冀、幽、青、并四州之地留给了三子一甥：袁谭、袁熙、袁尚、高幹。虽然长子袁谭被认为应该继承父业，但幼子袁尚的支持者伪造遗命宣布袁尚为继承人。袁谭怀恨，在与袁尚联手击退曹操后于203年反叛袁尚。袁谭想夺取袁氏大本营邺城，但袁尚击败围城军队并将他们驱赶至六百里外的勃海郡郡治南皮。南皮在青州北面，而袁谭在父亲生前为青州刺史。他在那里与老部下王修、管统等会合，但也有一些人在刘询带领下起事背叛他。故袁谭在南皮立足不稳。
202年秋，曹操对南方的袁绍盟友刘表开战，这也是其让袁氏兄弟自行内耗的战略的一部分。趁曹操军不在，袁尚进军南皮，败袁谭。袁谭南奔青州平原。青州虽是袁谭的旧辖区，却正被曹操部将臧霸蚕食。当袁尚围攻平原时，袁谭不能期望多少来自青州的援助。袁谭的主要谋士郭图总结了情境并提出了一个看似不可行的联盟建议：“现在将军地盘小，兵力少，粮食短缺，势力薄弱，袁尚来攻，时间长了就敌不住了。我以为可以让曹操来攻打袁尚。曹操到了，肯定先攻打邺城，袁尚回师相救。将军引兵西进，邺城以北都可占有。如果袁尚兵败，士兵奔逃，又可以收来拒敌曹操。曹操远道而来，粮饷不继，肯定顾自逃走。那时，赵国以北都是我们的了，也足以和曹操对峙。如果不这么办，就不好办了。”郭图的建议与王修、刘表要求和解的意见相左，尽管袁谭起初不情愿，但很快还是派辛毗去和父亲的仇人曹操谈判。
当辛毗到达曹操为战刘表而设在西平的营寨后，曹操向谋士们咨询如何应对眼下局势。荀彧认为刘表缺乏野心，不足为虑，眼下正是在袁氏兄弟重新联手之前夺取袁氏基业的良机。曹操答应结盟，但怀疑袁谭的诚意。这时辛毗表露了真实想法，告诉曹操，只要袁氏兄弟仍在内讧，就无须顾忌袁谭，因为曹操可以轻易将他们分别击破。曹操高兴地采纳了，于203年末调兵北上渡过黄河，并安排儿子曹整娶袁谭之女。袁尚急忙从平原回师邺城，部将吕旷、吕翔等逃奔曹操。二吕被封为列侯，但袁谭给他们送去将军印，意图收他们为己用。这被认为是袁谭首次破坏曹操的信任，但曹操此时未有举动。
204年，曹操做好了攻邺城的准备，袁尚感受到威胁，再次尝试征服袁谭。尽管曹操围攻邺城时，袁尚已率军一万回救，但曹操不费力即将其击溃，迫使他北逃中山郡。九月，邺城降。不再受制于弟弟的袁谭从平原北进，占领甘陵、安平、渤海、河間诸郡，最后突袭中山，将袁尚逐出冀州。曹操觉得和袁谭的联盟已经无益，便指称袁谭围攻邺城时不尽力且寻求扩大自己的利益。随后，联盟取消，袁谭之女被遣返，205年初，曹操调兵进入袁谭领地。

## 战役
袁谭在龙凑扎营，自己在平原和南皮之间驻军对抗曹操。他在冀州北部立足至多仅数周，并不能稳守龙凑和南皮。当曹操进军龙凑时，袁谭弃寨，趁夜撤回南皮，在附近的清河下寨。袁谭撤军使平原无备，曹操入城并控制了全郡。此时，袁氏的世交盟友、北部的乌桓以苏仆延为首的部落准备发五千骑兵来助袁谭。曹操出使乌桓的使者牵招在苏仆延的王庭对公孙康派来的使者韩忠示威，成功说服乌桓王解散了援军。
次月，曹操以曹純統領虎豹骑北向攻南皮，袁谭出城交战，双方伤亡都很大，曹操想休战，但被曹纯劝止：“如今我们千里追敌，如果不取胜而退兵，就丧失了军威；而且，我们是孤军深入，难以持久。他们一旦取胜，会骄傲，我们一旦战败，会恐惧。以恐惧抵御骄傲，我们一定能胜利。”曹操同意了，下令进攻，并亲自击鼓，在袁谭军重整前将其击溃。袁谭被曹纯部追杀时坠马，绝望中为求活命，对追兵说：“咄！放过我，我能使你富贵。”话未完，即被曹純麾下騎斩首。袁谭死，曹操占领南皮。

## 参战人员

### 曹操军
- 司空录尚书事曹操
  - 破羌将军张绣
  - 议郎参司空军事曹纯
  - 尚书荀攸
  - 司空军祭酒郭嘉
  - 中坚将军张辽
  - 行游击将军乐进
  - 偏将军张郃
  - 偏将军徐晃

### 袁谭军
- 自称车骑将军袁谭 †
  - 郭图 †

## 后果
曹操入城后，听取新降的冀州主簿李孚的建议，没有劫掠城池，还让李孚宣布商业照常。但曹操对袁谭的主要帮手就不那么仁慈了：郭嘉族人郭图等全家被杀，袁谭的家属也遭此厄运。
结合之前攻占邺城，南皮的陷落使袁氏被逐出冀州，确立了曹操在华北平原的权威。黑山军首领张燕和很多当地的袁氏旧部官员降顺曹操。在青州乐安郡的管统坚拒投降，曹操命救援袁谭不及之后来降的王修去杀管统，王修却辩称管统是亡国忠臣，曹操高兴地赦免了他，并用王修为司空掾。控制冀、青后，曹操按谋士郭嘉建议，辟当地士绅首领为掾属。他还压制世仇和仇杀，制订了一些关于奢侈的法令，禁止过奢的陪葬典礼、过度的建坟和立碑。
在北部更远的地方，袁尚向二哥幽州刺史袁熙寻求避难。即使在地处北方的幽州，也有人看出了时局的变化。涿郡人王松和渔阳郡人鲜于辅与曹操结盟，袁熙在自家根据地也遭遇焦触和张南的内部兵变。焦触驱逐袁氏兄弟，自称代袁熙为幽州刺史，率众多当地官员投奔曹操。袁熙、袁尚向东北投奔乌桓盟军，乌桓很快在袁氏支持下攻鲜于辅于獷平。同情袁氏的地方头领赵犊、霍奴也成为一股反对曹操的力量，攻杀涿郡太守和幽州刺史。205年秋，曹操安定冀州，北上灭赵犊、霍奴，救出被乌桓围攻的鲜于辅。乌桓仍有威胁，但因新降的并州刺史高幹可能受到乌桓的支持会让袁氏转运的想法所鼓舞而反叛，曹操无暇顾及。206年，曹操灭高幹，而当他决定性地击溃袁氏和乌桓的联军并成为华北无可撼动的主宰时已是207年末了。